# Glavočić rašljorepić
Glavočić rašljorepić (lat. Pomatoschistus knerii) ili glavočić Knerov je riba iz porodice glavoča (lat. Gobiidae). Naraste do 4,0 cm duljine, a živi na manjim dubinama, na poljima posidonije. Narančasto - crvenkaste je boje, s velikom tamnom mrljom na bazi repne peraje. Mužjaci imaju brojne poprečne tamne pruge, a ženke ih imaju samo 3-4 i slabije vidljive. Također, mužjaci imaju tamnu mrlju na bazi prve leđne peraje. Nema zaobljenu repnu peraju kao većina glavoča.

## Rasprostranjenost
Glavočić rašljorepić je endemska vrsta Mediterana, a i tu živi samo na par mjesta i to u Jadranu, te zapadno od Italije.

## Vanjske poveznice
|  | Zajednički poslužitelj ima još gradiva o temi Pomatoschistus knerii |
|  | Wikivrste imaju podatke o taksonu Pomatoschistus knerii             |